# Eleições autárquicas de 2013 em Sintra
As eleições autárquicas de 2013 serviram para eleger os membros dos órgãos do poder local no Concelho de Sintra.
Os resultados deram a vitória ao Partido Socialista e, ao seu candidato Basílio Horta, conquistando uma Câmara, perdida em 2001 para uma coligação PSD-CDS, com 26,83% dos votos.
Em segundo lugar, a apenas 1738 votos do PS, ficou o candidato independente Marco Almeida, vice-presidente, até às eleições, pelo PSD.
Por fim, a coligação PSD-CDS, que governava desde 2001 o concelho, ficou-se pelos 13,79% dos votos. Para este resultado, muito contribui a divisão do PSD, ao não apoiar o vice-presidente Marco Almeida.

## Listas e Candidatos
| Lista | Lista                                 | Candidato              |
| ----- | ------------------------------------- | ---------------------- |
|       | Partido Socialista                    | Basílio Horta          |
|       | Sintrenses com Marco Almeida          | Marco Almeida          |
|       | PSD-CDS-MPT                           | Pedro Pinto            |
|       | Coligação Democrática Unitária        | Pedro Ventura          |
|       | Bloco de Esquerda                     | Luís Fazenda           |
|       | Sintra, Paixão com Independência      | António Oliveira       |
|       | PCTP/MRPP                             | António Laires         |
|       | Partido pelos Animais e pela Natureza | Nuno Azevedo           |
|       | Partido da Nova Democracia            | Nuno da Câmara Pereira |
|       | Partido Nacional Renovador            | José Pinto             |

## Sondagens
| Data                   | Fonte       | PSD-CDS-MPT | PSD-CDS-MPT | PS   | PS  | PCP-PEV | PCP-PEV | BE  | BE  | SMA  | SMA | Outros | Outros | Vantagem |
| 29 de setembro de 2013 | Autárquicas | 13,8        | 2           | 26,8 | 4   | 12,5    | 1       | 4,5 | 0   | 25,4 | 4   | 16,9   | 0      | 1,4      |
| 26 de setembro de 2013 | [ 5 ]       | 16,0        | 2/3         | 30,0 | 4/5 | 12,0    | 1/2     | 5,0 | 0/1 | 27,0 | 3/4 | 10,0   | 0      | 3,0      |
| 17 de setembro de 2013 | [ 6 ]       | 21,0        | 3           | 25,5 | 3/4 | 11,2    | 1       | 6,5 | 0/1 | 25,2 | 3/4 | 10,6   | 0      | 0,3      |
| 5 de setembro de 2013  | [ 7 ]       | 21,0        | 2/3         | 25,0 | 3/4 | 12,4    | 1/2     | 6,2 | 0/1 | 24,2 | 3/4 | 11,2   | 0      | 0,8      |
| 21 de agosto de 2013   | Pitagórica  | 23,5        |             | 26,3 |     | 6,8     |         | 7,5 |     | 23,3 |     | 12,6   |        | 2,8      |
| 18 de julho de 2013    | [ 8 ]       | 19,2        | 2/3         | 26,0 | 3/4 | 10,6    | 1       | 7,4 | 1   | 26,9 | 3/4 | 9,9    | 0      | 0,9      |
| 29 de junho de 2013    | [ 9 ]       | 14,8        |             | 28,4 |     | 8,6     |         | -   |     | 21,9 |     | 7,1    |        | 6,5      |
| 11 de outubro de 2009  | Autárquicas | 45,3        | 6           | 33,7 | 4   | 11,1    | 1       | 5,9 | 0   |      |     | 4,0    | 0      | 11,6     |

## Tabela de resultados
Os resultados para os diferentes órgãos do poder local no Concelho de Sintra foram os seguintes:

### Câmara Municipal e Vereadores
| Partido                 | Partido                               | Votos   | %               | +/-   | Vereadores | +/-     |
| ----------------------- | ------------------------------------- | ------- | --------------- | ----- | ---------- | ------- |
|                         | Partido Socialista                    | 32 984  | 26,83 / 100,00  | 6,91  | 4 / 11     | Estável |
|                         | Sintrenses com Marco Almeida          | 31 246  | 25,42 / 100,00  | Novo  | 4 / 11     | Novo    |
|                         | PSD-CDS-MPT                           | 16 945  | 13,79 / 100,00  | 31,46 | 2 / 11     | 4       |
|                         | Coligação Democrática Unitária        | 15 362  | 12,50 / 100,00  | 1,39  | 1 / 11     | Estável |
|                         | Bloco de Esquerda                     | 5 552   | 4,52 / 100,00   | 1,38  | 0 / 11     | Estável |
|                         | Sintra, Paixão com Independência      | 2 745   | 2,23 / 100,00   | Novo  | 0 / 11     | Novo    |
|                         | PCTP/MRPP                             | 2 500   | 2,03 / 100,00   | 0,94  | 0 / 11     | Estável |
|                         | Partido pelos Animais e pela Natureza | 2 371   | 1,93 / 100,00   | Novo  | 0 / 11     | Novo    |
|                         | Partido da Nova Democracia            | 1 272   | 1,03 / 100,00   | -     | 0 / 11     | -       |
|                         | Partido Nacional Renovador            | 748     | 0,61 / 100,00   | -     | 0 / 11     | -       |
| Votos Inválidos         | Votos Inválidos                       | 11 193  | 9,11 / 100,00   | 6,20  |            |         |
| Total                   | Total                                 | 122 918 | 100,00 / 100,00 |       | 11 / 11    |         |
| Eleitorado/Participação | Eleitorado/Participação               | 304 082 | 40,42 / 100,00  | 7,50  |            |         |

### Assembleia Municipal
| Partido                 | Partido                               | Votos   | %               | +/-   | Deputados | +/-     |
| ----------------------- | ------------------------------------- | ------- | --------------- | ----- | --------- | ------- |
|                         | Partido Socialista                    | 31 995  | 26,03 / 100,00  | 7,91  | 11 / 33   | 1       |
|                         | Sintrenses com Marco Almeida          | 28 350  | 23,06 / 100,00  | Novo  | 9 / 33    | Novo    |
|                         | PSD-CDS-MPT                           | 17 535  | 14,27 / 100,00  | 26,84 | 6 / 33    | 9       |
|                         | Coligação Democrática Unitária        | 16 824  | 13,69 / 100,00  | 0,10  | 5 / 33    | 1       |
|                         | Bloco de Esquerda                     | 6 396   | 5,20 / 100,00   | 2,92  | 2 / 33    | Estável |
|                         | Sintra, Paixão com Independência      | 2 867   | 2,33 / 100,00   | Novo  | 0 / 33    | Novo    |
|                         | Partido pelos Animais e pela Natureza | 2 809   | 2,29 / 100,00   | Novo  | 0 / 33    | Novo    |
|                         | PCTP/MRPP                             | 2 797   | 2,28 / 100,00   | -     | 0 / 33    | -       |
|                         | Partido da Nova Democracia            | 1 505   | 1,22 / 100,00   | -     | 0 / 33    | -       |
| Votos Inválidos         | Votos Inválidos                       | 11 836  | 9,63 / 100,00   | 6,39  |           |         |
| Total                   | Total                                 | 122 914 | 100,00 / 100,00 |       | 33 / 33   |         |
| Eleitorado/Participação | Eleitorado/Participação               | 304 082 | 40,42 / 100,00  | 7,50  |           |         |

### Assembleias de Freguesia
| Partido                 | Partido                        | Votos   | %               | +/-   | Presidentes | Mandatos  | +/- |
| ----------------------- | ------------------------------ | ------- | --------------- | ----- | ----------- | --------- | --- |
|                         | Partido Socialista             | 33 348  | 27,13 / 100,00  | 7,72  | 7 / 11      | 62 / 191  | 47  |
|                         | Grupo de Cidadãos              | 31 337  | 25,49 / 100,00  | -     | 4 / 11      | 58 / 191  | -   |
|                         | Coligação Democrática Unitária | 18 900  | 15,38 / 100,00  | 0,88  | 0 / 11      | 32 / 191  | 1   |
|                         | PSD-CDS-MPT                    | 18 863  | 15,35 / 100,00  | 25,32 | 0 / 11      | 32 / 191  | 95  |
|                         | Bloco de Esquerda              | 5 865   | 4,77 / 100,00   | 1,55  | 0 / 11      | 7 / 191   | 4   |
|                         | Partido da Nova Democracia     | 1 815   | 1,48 / 100,00   | -     | 0 / 11      | 0 / 191   | -   |
|                         | PCTP/MRPP                      | 925     | 0,75 / 100,00   | -     | 0 / 11      | 0 / 191   | -   |
|                         | Partido Nacional Renovador     | 188     | 0,15 / 100,00   | -     | 0 / 11      | 0 / 191   | -   |
|                         | Partido Trabalhista Português  | 98      | 0,08 / 100,00   | -     | 0 / 11      | 0 / 191   | -   |
| Votos Inválidos         | Votos Inválidos                | 11 576  | 9,42 / 100,00   | 6,01  |             |           |     |
| Total                   | Total                          | 122 915 | 100,00 / 100,00 |       | 11 / 11     | 191 / 191 | 89  |
| Eleitorado/Participação | Eleitorado/Participação        | 304 082 | 40,42 / 100,00  | 7,50  |             |           |     |

## Resultados por Freguesia

### Câmara Municipal
| Freguesia                                     | %     | %     | %            | %     | %    | %    | %    | %    | %    | %    | Votantes |
| Freguesia                                     | PS    | SMA   | PSD-CDS- MPT | CDU   | BE   | SPI  | PCTP | PAN  | PND  | PNR  | Votantes |
| --------------------------------------------- | ----- | ----- | ------------ | ----- | ---- | ---- | ---- | ---- | ---- | ---- | -------- |
| Agualva e Mira-Sintra                         | 29,36 | 23,21 | 14,99        | 11,92 | 4,28 | 2,35 | 2,12 | 1,60 | 1,21 | 0,51 | 13 667   |
| Algueirão - Mem Martins                       | 24,99 | 26,12 | 12,86        | 13,63 | 5,09 | 1,72 | 2,02 | 2,57 | 1,02 | 0,70 | 19 268   |
| Almargem do Bispo, Pero Pinheiro e Montelavar | 29,25 | 31,53 | 11,96        | 9,30  | 2,63 | 2,69 | 2,01 | 1,23 | 0,79 | 0,29 | 7 310    |
| Cacém e São Marcos                            | 27,88 | 18,81 | 16,64        | 13,90 | 5,34 | 0,98 | 2,26 | 2,45 | 1,35 | 0,90 | 10 795   |
| Casal de Cambra                               | 28,92 | 26,48 | 11,25        | 11,56 | 2,99 | 2,38 | 2,31 | 1,41 | 2,00 | 0,80 | 4 249    |
| Colares                                       | 22,03 | 48,94 | 10,22        | 6,31  | 2,14 | 1,16 | 0,81 | 1,16 | 0,98 | 0,29 | 3 455    |
| Massamá e Monte Abraão                        | 27,58 | 20,17 | 15,01        | 13,69 | 5,51 | 2,88 | 1,80 | 2,33 | 0,89 | 0,48 | 15 878   |
| Queluz e Belas                                | 28,38 | 16,23 | 14,88        | 15,05 | 5,70 | 3,56 | 2,51 | 1,83 | 0,97 | 0,63 | 16 319   |
| Rio de Mouro                                  | 25,76 | 21,41 | 13,85        | 15,86 | 5,12 | 2,01 | 2,41 | 1,90 | 0,98 | 1,01 | 13 907   |
| São João das Lampas e Terrugem                | 24,23 | 43,05 | 11,40        | 5,86  | 1,74 | 2,25 | 1,53 | 1,27 | 0,81 | 0,31 | 6 674    |
| Sintra                                        | 24,66 | 36,78 | 12,44        | 8,68  | 3,37 | 1,57 | 1,50 | 1,64 | 0,84 | 0,36 | 11 396   |
| Sintra                                        | 26,83 | 25,42 | 13,79        | 12,50 | 4,52 | 2,23 | 2,03 | 1,93 | 1,03 | 0,61 | 122 918  |

#### Agualva e Mira-Sintra
| Partido                 | Partido                               | Votos  | %               | +/-   |
| ----------------------- | ------------------------------------- | ------ | --------------- | ----- |
|                         | Partido Socialista                    | 4 012  | 29,36 / 100,00  | 5,14  |
|                         | Sintrenses com Marco Almeida          | 3 172  | 23,21 / 100,00  | Novo  |
|                         | PSD-CDS-MPT                           | 2 049  | 14,99 / 100,00  | 30,46 |
|                         | Coligação Democrática Unitária        | 1 629  | 11,92 / 100,00  | 1,02  |
|                         | Bloco de Esquerda                     | 585    | 4,28 / 100,00   | 1,46  |
|                         | Sintra, Paixão com Independência      | 321    | 2,35 / 100,00   | Novo  |
|                         | PCTP/MRPP                             | 290    | 2,12 / 100,00   | 1,21  |
|                         | Partido pelos Animais e pela Natureza | 218    | 1,60 / 100,00   | Novo  |
|                         | Partido da Nova Democracia            | 168    | 1,21 / 100,00   | -     |
|                         | Partido Nacional Renovador            | 70     | 0,51 / 100,00   | -     |
| Votos Inválidos         | Votos Inválidos                       | 1 155  | 8,45 / 100,00   | 5,95  |
| Total                   | Total                                 | 13 667 | 100,00 / 100,00 |       |
| Eleitorado/Participação | Eleitorado/Participação               | 34 820 | 39,25 / 100,00  | 7,83  |

#### Algueirão - Mem Martins
| Partido                 | Partido                               | Votos  | %               | +/-   |
| ----------------------- | ------------------------------------- | ------ | --------------- | ----- |
|                         | Sintrenses com Marco Almeida          | 5 032  | 26,12 / 100,00  | Novo  |
|                         | Partido Socialista                    | 4 815  | 24,99 / 100,00  | 6,29  |
|                         | Coligação Democrática Unitária        | 2 627  | 13,63 / 100,00  | 1,78  |
|                         | PSD-CDS-MPT                           | 2 478  | 12,86 / 100,00  | 33,27 |
|                         | Bloco de Esquerda                     | 981    | 5,09 / 100,00   | 1,93  |
|                         | Partido pelos Animais e pela Natureza | 495    | 2,57 / 100,00   | Novo  |
|                         | PCTP/MRPP                             | 390    | 2,02 / 100,00   | 1,02  |
|                         | Sintra, Paixão com Independência      | 332    | 1,72 / 100,00   | Novo  |
|                         | Partido da Nova Democracia            | 197    | 1,02 / 100,00   | -     |
|                         | Partido Nacional Renovador            | 135    | 0,70 / 100,00   | -     |
| Votos Inválidos         | Votos Inválidos                       | 1 786  | 9,27 / 100,00   | 6,56  |
| Total                   | Total                                 | 19 268 | 100,00 / 100,00 |       |
| Eleitorado/Participação | Eleitorado/Participação               | 52 294 | 36,85 / 100,00  | 7,74  |

#### Almargem do Bispo, Pero Pinheiro e Montelavar
| Partido                 | Partido                               | Votos  | %               | +/-   |
| ----------------------- | ------------------------------------- | ------ | --------------- | ----- |
|                         | Sintrenses com Marco Almeida          | 2 305  | 31,53 / 100,00  | Novo  |
|                         | Partido Socialista                    | 2 138  | 29,25 / 100,00  | 9,80  |
|                         | PSD-CDS-MPT                           | 874    | 11,96 / 100,00  | 31,56 |
|                         | Coligação Democrática Unitária        | 680    | 9,30 / 100,00   | 0,18  |
|                         | Sintra, Paixão com Independência      | 197    | 2,69 / 100,00   | Novo  |
|                         | Bloco de Esquerda                     | 192    | 2,63 / 100,00   | 0,75  |
|                         | PCTP/MRPP                             | 147    | 2,01 / 100,00   | 1,09  |
|                         | Partido pelos Animais e pela Natureza | 90     | 1,23 / 100,00   | Novo  |
|                         | Partido da Nova Democracia            | 58     | 0,79 / 100,00   | -     |
|                         | Partido Nacional Renovador            | 21     | 0,29 / 100,00   | -     |
| Votos Inválidos         | Votos Inválidos                       | 608    | 8,32 / 100,00   | 4,66  |
| Total                   | Total                                 | 7 310  | 100,00 / 100,00 |       |
| Eleitorado/Participação | Eleitorado/Participação               | 14 043 | 52,05 / 100,00  | 6,24  |

#### Cacém e São Marcos
| Partido                 | Partido                               | Votos  | %               | +/-   |
| ----------------------- | ------------------------------------- | ------ | --------------- | ----- |
|                         | Partido Socialista                    | 3 010  | 27,88 / 100,00  | 3,22  |
|                         | Sintrenses com Marco Almeida          | 2 030  | 18,81 / 100,00  | Novo  |
|                         | PSD-CDS-MPT                           | 1 796  | 16,64 / 100,00  | 31,08 |
|                         | Coligação Democrática Unitária        | 1 501  | 13,90 / 100,00  | 2,97  |
|                         | Bloco de Esquerda                     | 576    | 5,34 / 100,00   | 0,76  |
|                         | Partido pelos Animais e pela Natureza | 264    | 2,45 / 100,00   | Novo  |
|                         | PCTP/MRPP                             | 244    | 2,26 / 100,00   | 0,77  |
|                         | Partido da Nova Democracia            | 146    | 1,35 / 100,00   | -     |
|                         | Sintra, Paixão com Independência      | 106    | 0,98 / 100,00   | Novo  |
|                         | Partido Nacional Renovador            | 97     | 0,90 / 100,00   | -     |
| Votos Inválidos         | Votos Inválidos                       | 1 025  | 9,50 / 100,00   | 6,85  |
| Total                   | Total                                 | 10 795 | 100,00 / 100,00 |       |
| Eleitorado/Participação | Eleitorado/Participação               | 29 496 | 36,60 / 100,00  | 8,20  |

#### Casal de Cambra
| Partido                 | Partido                               | Votos | %               | +/-   |
| ----------------------- | ------------------------------------- | ----- | --------------- | ----- |
|                         | Partido Socialista                    | 1 229 | 28,92 / 100,00  | 6,63  |
|                         | Sintrenses com Marco Almeida          | 1 125 | 26,48 / 100,00  | Novo  |
|                         | Coligação Democrática Unitária        | 491   | 11,56 / 100,00  | 0,58  |
|                         | PSD-CDS-MPT                           | 478   | 11,25 / 100,00  | 32,04 |
|                         | Bloco de Esquerda                     | 127   | 2,99 / 100,00   | 1,64  |
|                         | Sintra, Paixão com Independência      | 101   | 2,38 / 100,00   | Novo  |
|                         | PCTP/MRPP                             | 98    | 2,31 / 100,00   | 0,95  |
|                         | Partido da Nova Democracia            | 85    | 2,00 / 100,00   | -     |
|                         | Partido pelos Animais e pela Natureza | 60    | 1,41 / 100,00   | Novo  |
|                         | Partido Nacional Renovador            | 34    | 0,80 / 100,00   | -     |
| Votos Inválidos         | Votos Inválidos                       | 421   | 9,91 / 100,00   | 6,61  |
| Total                   | Total                                 | 4 249 | 100,00 / 100,00 |       |
| Eleitorado/Participação | Eleitorado/Participação               | 9 465 | 44,89 / 100,00  | 6,43  |

#### Colares
| Partido                 | Partido                               | Votos | %               | +/-   |
| ----------------------- | ------------------------------------- | ----- | --------------- | ----- |
|                         | Sintrenses com Marco Almeida          | 1 691 | 48,94 / 100,00  | Novo  |
|                         | Partido Socialista                    | 761   | 22,03 / 100,00  | 8,69  |
|                         | PSD-CDS-MPT                           | 353   | 10,22 / 100,00  | 43,54 |
|                         | Coligação Democrática Unitária        | 218   | 6,31 / 100,00   | 1,07  |
|                         | Bloco de Esquerda                     | 74    | 2,14 / 100,00   | 1,83  |
|                         | Sintra, Paixão com Independência      | 40    | 1,16 / 100,00   | Novo  |
|                         | Partido pelos Animais e pela Natureza | 40    | 1,16 / 100,00   | Novo  |
|                         | Partido da Nova Democracia            | 34    | 0,98 / 100,00   | -     |
|                         | PCTP/MRPP                             | 28    | 0,81 / 100,00   | 0,22  |
|                         | Partido Nacional Renovador            | 10    | 0,29 / 100,00   | -     |
| Votos Inválidos         | Votos Inválidos                       | 206   | 5,96 / 100,00   | 2,38  |
| Total                   | Total                                 | 3 455 | 100,00 / 100,00 |       |
| Eleitorado/Participação | Eleitorado/Participação               | 6 398 | 54,00 / 100,00  | 2,03  |

#### Massamá e Monte Abraão
| Partido                 | Partido                               | Votos  | %               | +/-   |
| ----------------------- | ------------------------------------- | ------ | --------------- | ----- |
|                         | Partido Socialista                    | 4 379  | 27,58 / 100,00  | 6,06  |
|                         | Sintrenses com Marco Almeida          | 3 202  | 20,17 / 100,00  | Novo  |
|                         | PSD-CDS-MPT                           | 2 383  | 15,01 / 100,00  | 30,31 |
|                         | Coligação Democrática Unitária        | 2 174  | 13,69 / 100,00  | 2,62  |
|                         | Bloco de Esquerda                     | 875    | 5,51 / 100,00   | 0,39  |
|                         | Sintra, Paixão com Independência      | 458    | 2,88 / 100,00   | Novo  |
|                         | Partido pelos Animais e pela Natureza | 370    | 2,33 / 100,00   | Novo  |
|                         | PCTP/MRPP                             | 286    | 1,80 / 100,00   | 0,73  |
|                         | Partido da Nova Democracia            | 142    | 0,89 / 100,00   | -     |
|                         | Partido Nacional Renovador            | 77     | 0,48 / 100,00   | -     |
| Votos Inválidos         | Votos Inválidos                       | 1 532  | 9,65 / 100,00   | 6,64  |
| Total                   | Total                                 | 15 878 | 100,00 / 100,00 |       |
| Eleitorado/Participação | Eleitorado/Participação               | 40 887 | 38,83 / 100,00  | 7,56  |

#### Queluz e Belas
| Partido                 | Partido                               | Votos  | %               | +/-   |
| ----------------------- | ------------------------------------- | ------ | --------------- | ----- |
|                         | Partido Socialista                    | 4 631  | 28,38 / 100,00  | 7,79  |
|                         | Sintrenses com Marco Almeida          | 2 648  | 16,23 / 100,00  | Novo  |
|                         | Coligação Democrática Unitária        | 2 456  | 15,05 / 100,00  | 0,95  |
|                         | PSD-CDS-MPT                           | 2 429  | 14,88 / 100,00  | 24,62 |
|                         | Bloco de Esquerda                     | 930    | 5,70 / 100,00   | 0,36  |
|                         | Sintra, Paixão com Independência      | 581    | 3,56 / 100,00   | Novo  |
|                         | PCTP/MRPP                             | 409    | 2,51 / 100,00   | 1,30  |
|                         | Partido pelos Animais e pela Natureza | 298    | 1,83 / 100,00   | Novo  |
|                         | Partido da Nova Democracia            | 158    | 0,97 / 100,00   | -     |
|                         | Partido Nacional Renovador            | 102    | 0,63 / 100,00   | -     |
| Votos Inválidos         | Votos Inválidos                       | 1 677  | 10,28 / 100,00  | 7,32  |
| Total                   | Total                                 | 16 319 | 100,00 / 100,00 |       |
| Eleitorado/Participação | Eleitorado/Participação               | 42 693 | 38,22 / 100,00  | 7,81  |

#### Rio de Mouro
| Partido                 | Partido                               | Votos  | %               | +/-   |
| ----------------------- | ------------------------------------- | ------ | --------------- | ----- |
|                         | Partido Socialista                    | 3 582  | 25,76 / 100,00  | 6,31  |
|                         | Sintrenses com Marco Almeida          | 2 977  | 21,41 / 100,00  | Novo  |
|                         | Coligação Democrática Unitária        | 2 206  | 15,86 / 100,00  | 3,50  |
|                         | PSD-CDS-MPT                           | 1 926  | 13,85 / 100,00  | 30,99 |
|                         | Bloco de Esquerda                     | 712    | 5,12 / 100,00   | 1,84  |
|                         | PCTP/MRPP                             | 335    | 2,41 / 100,00   | 1,36  |
|                         | Sintra, Paixão com Independência      | 280    | 2,01 / 100,00   | Novo  |
|                         | Partido pelos Animais e pela Natureza | 264    | 1,90 / 100,00   | Novo  |
|                         | Partido Nacional Renovador            | 140    | 1,01 / 100,00   | -     |
|                         | Partido da Nova Democracia            | 136    | 0,98 / 100,00   | -     |
| Votos Inválidos         | Votos Inválidos                       | 1 349  | 9,70 / 100,00   | 6,98  |
| Total                   | Total                                 | 13 907 | 100,00 / 100,00 |       |
| Eleitorado/Participação | Eleitorado/Participação               | 37 549 | 37,04 / 100,00  | 8,58  |

#### São João das Lampas e Terrugem
| Partido                 | Partido                               | Votos  | %               | +/-   |
| ----------------------- | ------------------------------------- | ------ | --------------- | ----- |
|                         | Sintrenses com Marco Almeida          | 2 873  | 43,05 / 100,00  | Novo  |
|                         | Partido Socialista                    | 1 617  | 24,23 / 100,00  | 13,41 |
|                         | PSD-CDS-MPT                           | 761    | 11,40 / 100,00  | 35,42 |
|                         | Coligação Democrática Unitária        | 391    | 5,86 / 100,00   | 0,63  |
|                         | Sintra, Paixão com Independência      | 150    | 2,25 / 100,00   | Novo  |
|                         | Bloco de Esquerda                     | 116    | 1,74 / 100,00   | 2,67  |
|                         | PCTP/MRPP                             | 102    | 1,53 / 100,00   | 0,49  |
|                         | Partido pelos Animais e pela Natureza | 85     | 1,27 / 100,00   | Novo  |
|                         | Partido da Nova Democracia            | 54     | 0,81 / 100,00   | -     |
|                         | Partido Nacional Renovador            | 21     | 0,31 / 100,00   | -     |
| Votos Inválidos         | Votos Inválidos                       | 504    | 7,55 / 100,00   | 3,95  |
| Total                   | Total                                 | 6 674  | 100,00 / 100,00 |       |
| Eleitorado/Participação | Eleitorado/Participação               | 12 717 | 52,48 / 100,00  | 4,86  |

#### Sintra
| Partido                 | Partido                               | Votos  | %               | +/-   |
| ----------------------- | ------------------------------------- | ------ | --------------- | ----- |
|                         | Sintrenses com Marco Almeida          | 4 191  | 36,78 / 100,00  | Novo  |
|                         | Partido Socialista                    | 2 810  | 24,66 / 100,00  | 7,71  |
|                         | PSD-CDS-MPT                           | 1 418  | 12,44 / 100,00  | 36,45 |
|                         | Coligação Democrática Unitária        | 989    | 8,68 / 100,00   | 0,11  |
|                         | Bloco de Esquerda                     | 384    | 3,37 / 100,00   | 2,47  |
|                         | Partido pelos Animais e pela Natureza | 187    | 1,64 / 100,00   | Novo  |
|                         | Sintra, Paixão com Independência      | 179    | 1,57 / 100,00   | Novo  |
|                         | PCTP/MRPP                             | 171    | 1,50 / 100,00   | 0,35  |
|                         | Partido da Nova Democracia            | 96     | 0,84 / 100,00   | -     |
|                         | Partido Nacional Renovador            | 41     | 0,36 / 100,00   | -     |
| Votos Inválidos         | Votos Inválidos                       | 930    | 8,16 / 100,00   | 5,21  |
| Total                   | Total                                 | 11 396 | 100,00 / 100,00 |       |
| Eleitorado/Participação | Eleitorado/Participação               | 23 720 | 48,04 / 100,00  | 6,87  |

### Assembleia Municipal
| Freguesia                                     | %     | %     | %            | %     | %    | %    | %    | %    | %    | Votantes |
| Freguesia                                     | PS    | SMA   | PSD-CDS- MPT | CDU   | BE   | SPI  | PAN  | PCTP | PND  | Votantes |
| --------------------------------------------- | ----- | ----- | ------------ | ----- | ---- | ---- | ---- | ---- | ---- | -------- |
| Agualva e Mira-Sintra                         | 28,46 | 21,40 | 15,35        | 13,10 | 4,80 | 2,49 | 1,98 | 2,25 | 1,37 | 13 668   |
| Algueirão - Mem Martins                       | 23,90 | 23,29 | 13,37        | 15,05 | 5,96 | 1,97 | 2,95 | 2,30 | 1,32 | 19 268   |
| Almargem do Bispo, Pero Pinheiro e Montelavar | 30,70 | 28,02 | 12,22        | 10,15 | 2,95 | 2,68 | 1,52 | 2,13 | 0,90 | 7 310    |
| Cacém e São Marcos                            | 27,14 | 17,05 | 17,06        | 14,79 | 5,89 | 1,16 | 2,71 | 2,70 | 1,53 | 10 795   |
| Casal de Cambra                               | 28,85 | 26,59 | 11,20        | 11,39 | 3,34 | 2,35 | 1,51 | 2,47 | 2,42 | 4 249    |
| Colares                                       | 21,56 | 46,43 | 11,11        | 7,15  | 2,46 | 1,51 | 1,27 | 0,98 | 1,01 | 3 455    |
| Massamá e Monte Abraão                        | 25,85 | 18,54 | 15,47        | 15,06 | 6,38 | 2,91 | 2,58 | 1,99 | 1,01 | 15 878   |
| Queluz e Belas                                | 27,23 | 14,60 | 15,26        | 16,25 | 6,34 | 3,54 | 2,14 | 2,84 | 1,08 | 16 317   |
| Rio de Mouro                                  | 24,19 | 19,07 | 14,09        | 17,85 | 5,72 | 2,13 | 2,59 | 2,71 | 1,31 | 13 905   |
| São João das Lampas e Terrugem                | 24,69 | 38,81 | 12,21        | 6,92  | 2,44 | 2,44 | 1,68 | 1,57 | 0,84 | 6 674    |
| Sintra                                        | 24,52 | 32,88 | 13,57        | 9,46  | 4,45 | 1,54 | 1,99 | 1,75 | 1,05 | 11 395   |
| Sintra                                        | 26,03 | 23,06 | 14,27        | 13,69 | 5,20 | 2,33 | 2,29 | 2,28 | 1,22 | 122 914  |

#### Agualva e Mira-Sintra
| Partido                 | Partido                               | Votos  | %               | +/-   |
| ----------------------- | ------------------------------------- | ------ | --------------- | ----- |
|                         | Partido Socialista                    | 3 890  | 28,46 / 100,00  | 6,37  |
|                         | Sintrenses com Marco Almeida          | 2 925  | 21,40 / 100,00  | Novo  |
|                         | PSD-CDS-MPT                           | 2 098  | 15,35 / 100,00  | 25,89 |
|                         | Coligação Democrática Unitária        | 1 790  | 13,10 / 100,00  | 0,23  |
|                         | Bloco de Esquerda                     | 656    | 4,80 / 100,00   | 2,93  |
|                         | Sintra, Paixão com Independência      | 340    | 2,49 / 100,00   | Novo  |
|                         | PCTP/MRPP                             | 307    | 2,25 / 100,00   | -     |
|                         | Partido pelos Animais e pela Natureza | 271    | 1,98 / 100,00   | Novo  |
|                         | Partido da Nova Democracia            | 187    | 1,37 / 100,00   | -     |
| Votos Inválidos         | Votos Inválidos                       | 1 204  | 8,81 / 100,00   | 5,94  |
| Total                   | Total                                 | 13 668 | 100,00 / 100,00 |       |
| Eleitorado/Participação | Eleitorado/Participação               | 34 820 | 39,25 / 100,00  | 7,83  |

#### Algueirão - Mem Martins
| Partido                 | Partido                               | Votos  | %               | +/-   |
| ----------------------- | ------------------------------------- | ------ | --------------- | ----- |
|                         | Partido Socialista                    | 4 606  | 23,90 / 100,00  | 7,02  |
|                         | Sintrenses com Marco Almeida          | 4 488  | 23,29 / 100,00  | Novo  |
|                         | Coligação Democrática Unitária        | 2 899  | 15,05 / 100,00  | 0,33  |
|                         | PSD-CDS-MPT                           | 2 576  | 13,37 / 100,00  | 28,26 |
|                         | Bloco de Esquerda                     | 1 148  | 5,96 / 100,00   | 3,70  |
|                         | Partido pelos Animais e pela Natureza | 568    | 2,95 / 100,00   | Novo  |
|                         | PCTP/MRPP                             | 444    | 2,30 / 100,00   | -     |
|                         | Sintra, Paixão com Independência      | 380    | 1,97 / 100,00   | Novo  |
|                         | Partido da Nova Democracia            | 255    | 1,32 / 100,00   | -     |
| Votos Inválidos         | Votos Inválidos                       | 1 904  | 9,88 / 100,00   | 6,80  |
| Total                   | Total                                 | 19 268 | 100,00 / 100,00 |       |
| Eleitorado/Participação | Eleitorado/Participação               | 52 294 | 36,85 / 100,00  | 7,74  |

#### Almargem do Bispo, Pero Pinheiro e Montelavar
| Partido                 | Partido                               | Votos  | %               | +/-   |
| ----------------------- | ------------------------------------- | ------ | --------------- | ----- |
|                         | Partido Socialista                    | 2 244  | 30,70 / 100,00  | 8,59  |
|                         | Sintrenses com Marco Almeida          | 2 048  | 28,02 / 100,00  | Novo  |
|                         | PSD-CDS-MPT                           | 893    | 12,22 / 100,00  | 28,68 |
|                         | Coligação Democrática Unitária        | 742    | 10,15 / 100,00  | 1,10  |
|                         | Bloco de Esquerda                     | 216    | 2,95 / 100,00   | 1,65  |
|                         | Sintra, Paixão com Independência      | 196    | 2,68 / 100,00   | Novo  |
|                         | PCTP/MRPP                             | 156    | 2,13 / 100,00   | -     |
|                         | Partido pelos Animais e pela Natureza | 111    | 1,52 / 100,00   | Novo  |
|                         | Partido da Nova Democracia            | 66     | 0,90 / 100,00   | -     |
| Votos Inválidos         | Votos Inválidos                       | 638    | 8,73 / 100,00   | 4,77  |
| Total                   | Total                                 | 7 310  | 100,00 / 100,00 |       |
| Eleitorado/Participação | Eleitorado/Participação               | 14 043 | 52,05 / 100,00  | 6,24  |

#### Cacém e São Marcos
| Partido                 | Partido                               | Votos  | %               | +/-   |
| ----------------------- | ------------------------------------- | ------ | --------------- | ----- |
|                         | Partido Socialista                    | 2 930  | 27,14 / 100,00  | 4,45  |
|                         | PSD-CDS-MPT                           | 1 842  | 17,06 / 100,00  | 26,41 |
|                         | Sintrenses com Marco Almeida          | 1 841  | 17,05 / 100,00  | Novo  |
|                         | Coligação Democrática Unitária        | 1 597  | 14,79 / 100,00  | 1,09  |
|                         | Bloco de Esquerda                     | 636    | 5,89 / 100,00   | 2,37  |
|                         | Partido pelos Animais e pela Natureza | 293    | 2,71 / 100,00   | Novo  |
|                         | PCTP/MRPP                             | 291    | 2,70 / 100,00   | -     |
|                         | Partido da Nova Democracia            | 165    | 1,53 / 100,00   | -     |
|                         | Sintra, Paixão com Independência      | 125    | 1,16 / 100,00   | Novo  |
| Votos Inválidos         | Votos Inválidos                       | 1 075  | 9,95 / 100,00   | 6,97  |
| Total                   | Total                                 | 10 795 | 100,00 / 100,00 |       |
| Eleitorado/Participação | Eleitorado/Participação               | 29 496 | 36,60 / 100,00  | 8,20  |

#### Casal de Cambra
| Partido                 | Partido                               | Votos | %               | +/-   |
| ----------------------- | ------------------------------------- | ----- | --------------- | ----- |
|                         | Partido Socialista                    | 1 226 | 28,85 / 100,00  | 8,59  |
|                         | Sintrenses com Marco Almeida          | 1 130 | 26,59 / 100,00  | Novo  |
|                         | Coligação Democrática Unitária        | 484   | 11,39 / 100,00  | 1,39  |
|                         | PSD-CDS-MPT                           | 476   | 11,20 / 100,00  | 28,86 |
|                         | Bloco de Esquerda                     | 142   | 3,34 / 100,00   | 2,71  |
|                         | PCTP/MRPP                             | 105   | 2,47 / 100,00   | -     |
|                         | Partido da Nova Democracia            | 103   | 2,42 / 100,00   | -     |
|                         | Sintra, Paixão com Independência      | 100   | 2,35 / 100,00   | Novo  |
|                         | Partido pelos Animais e pela Natureza | 64    | 1,51 / 100,00   | Novo  |
| Votos Inválidos         | Votos Inválidos                       | 419   | 9,86 / 100,00   | 6,20  |
| Total                   | Total                                 | 4 249 | 100,00 / 100,00 |       |
| Eleitorado/Participação | Eleitorado/Participação               | 9 465 | 44,89 / 100,00  | 6,43  |

#### Colares
| Partido                 | Partido                               | Votos | %               | +/-   |
| ----------------------- | ------------------------------------- | ----- | --------------- | ----- |
|                         | Sintrenses com Marco Almeida          | 1 604 | 46,43 / 100,00  | Novo  |
|                         | Partido Socialista                    | 745   | 21,56 / 100,00  | 9,25  |
|                         | PSD-CDS-MPT                           | 384   | 11,11 / 100,00  | 40,31 |
|                         | Coligação Democrática Unitária        | 247   | 7,15 / 100,00   | 1,10  |
|                         | Bloco de Esquerda                     | 85    | 2,46 / 100,00   | 3,51  |
|                         | Sintra, Paixão com Independência      | 52    | 1,51 / 100,00   | Novo  |
|                         | Partido pelos Animais e pela Natureza | 44    | 1,27 / 100,00   | Novo  |
|                         | Partido da Nova Democracia            | 35    | 1,01 / 100,00   | -     |
|                         | PCTP/MRPP                             | 34    | 0,98 / 100,00   | -     |
| Votos Inválidos         | Votos Inválidos                       | 225   | 6,51 / 100,00   | 2,97  |
| Total                   | Total                                 | 3 455 | 100,00 / 100,00 |       |
| Eleitorado/Participação | Eleitorado/Participação               | 6 398 | 54,00 / 100,00  | 2,03  |

#### Massamá e Monte Abraão
| Partido                 | Partido                               | Votos  | %               | +/-   |
| ----------------------- | ------------------------------------- | ------ | --------------- | ----- |
|                         | Partido Socialista                    | 4 105  | 25,85 / 100,00  | 8,64  |
|                         | Sintrenses com Marco Almeida          | 2 943  | 18,54 / 100,00  | Novo  |
|                         | PSD-CDS-MPT                           | 2 456  | 15,47 / 100,00  | 24,90 |
|                         | Coligação Democrática Unitária        | 2 391  | 15,06 / 100,00  | 1,73  |
|                         | Bloco de Esquerda                     | 1 013  | 6,38 / 100,00   | 2,19  |
|                         | Sintra, Paixão com Independência      | 462    | 2,91 / 100,00   | Novo  |
|                         | Partido pelos Animais e pela Natureza | 410    | 2,58 / 100,00   | Novo  |
|                         | PCTP/MRPP                             | 316    | 1,99 / 100,00   | -     |
|                         | Partido da Nova Democracia            | 160    | 1,01 / 100,00   | -     |
| Votos Inválidos         | Votos Inválidos                       | 1 622  | 10,22 / 100,00  | 6,98  |
| Total                   | Total                                 | 15 878 | 100,00 / 100,00 |       |
| Eleitorado/Participação | Eleitorado/Participação               | 40 887 | 38,83 / 100,00  | 7,56  |

#### Queluz e Belas
| Partido                 | Partido                               | Votos  | %               | +/-   |
| ----------------------- | ------------------------------------- | ------ | --------------- | ----- |
|                         | Partido Socialista                    | 4 443  | 27,23 / 100,00  | 8,79  |
|                         | Coligação Democrática Unitária        | 2 652  | 16,25 / 100,00  | 0,84  |
|                         | PSD-CDS-MPT                           | 2 490  | 15,26 / 100,00  | 20,39 |
|                         | Sintrenses com Marco Almeida          | 2 382  | 14,60 / 100,00  | Novo  |
|                         | Bloco de Esquerda                     | 1 035  | 6,34 / 100,00   | 1,61  |
|                         | Sintra, Paixão com Independência      | 578    | 3,54 / 100,00   | Novo  |
|                         | PCTP/MRPP                             | 463    | 2,84 / 100,00   | -     |
|                         | Partido pelos Animais e pela Natureza | 349    | 2,14 / 100,00   | Novo  |
|                         | Partido da Nova Democracia            | 176    | 1,08 / 100,00   | -     |
| Votos Inválidos         | Votos Inválidos                       | 1 749  | 10,72 / 100,00  | 7,43  |
| Total                   | Total                                 | 16 317 | 100,00 / 100,00 |       |
| Eleitorado/Participação | Eleitorado/Participação               | 42 693 | 38,22 / 100,00  | 7,81  |

#### Rio de Mouro
| Partido                 | Partido                               | Votos  | %               | +/-   |
| ----------------------- | ------------------------------------- | ------ | --------------- | ----- |
|                         | Partido Socialista                    | 3 364  | 24,19 / 100,00  | 7,61  |
|                         | Sintrenses com Marco Almeida          | 2 652  | 19,07 / 100,00  | Novo  |
|                         | Coligação Democrática Unitária        | 2 482  | 17,85 / 100,00  | 2,94  |
|                         | PSD-CDS-MPT                           | 1 959  | 14,09 / 100,00  | 26,63 |
|                         | Bloco de Esquerda                     | 795    | 5,72 / 100,00   | 3,67  |
|                         | PCTP/MRPP                             | 377    | 2,71 / 100,00   | -     |
|                         | Partido pelos Animais e pela Natureza | 360    | 2,59 / 100,00   | Novo  |
|                         | Sintra, Paixão com Independência      | 296    | 2,13 / 100,00   | Novo  |
|                         | Partido da Nova Democracia            | 182    | 1,31 / 100,00   | -     |
| Votos Inválidos         | Votos Inválidos                       | 1 438  | 10,34 / 100,00  | 7,17  |
| Total                   | Total                                 | 13 905 | 100,00 / 100,00 |       |
| Eleitorado/Participação | Eleitorado/Participação               | 37 549 | 37,03 / 100,00  | 8,59  |

#### São João das Lampas e Terrugem
| Partido                 | Partido                               | Votos  | %               | +/-   |
| ----------------------- | ------------------------------------- | ------ | --------------- | ----- |
|                         | Sintrenses com Marco Almeida          | 2 590  | 38,81 / 100,00  | Novo  |
|                         | Partido Socialista                    | 1 648  | 24,69 / 100,00  | 14,42 |
|                         | PSD-CDS-MPT                           | 815    | 12,21 / 100,00  | 30,15 |
|                         | Coligação Democrática Unitária        | 462    | 6,92 / 100,00   | 1,48  |
|                         | Bloco de Esquerda                     | 163    | 2,44 / 100,00   | 4,04  |
|                         | Sintra, Paixão com Independência      | 163    | 2,44 / 100,00   | Novo  |
|                         | Partido pelos Animais e pela Natureza | 112    | 1,68 / 100,00   | Novo  |
|                         | PCTP/MRPP                             | 105    | 1,57 / 100,00   | -     |
|                         | Partido da Nova Democracia            | 56     | 0,84 / 100,00   | -     |
| Votos Inválidos         | Votos Inválidos                       | 560    | 8,39 / 100,00   | 4,73  |
| Total                   | Total                                 | 6 674  | 100,00 / 100,00 |       |
| Eleitorado/Participação | Eleitorado/Participação               | 12 717 | 52,48 / 100,00  | 4,86  |

#### Sintra
| Partido                 | Partido                               | Votos  | %               | +/-   |
| ----------------------- | ------------------------------------- | ------ | --------------- | ----- |
|                         | Sintrenses com Marco Almeida          | 3 747  | 32,88 / 100,00  | Novo  |
|                         | Partido Socialista                    | 2 794  | 24,52 / 100,00  | 7,81  |
|                         | PSD-CDS-MPT                           | 1 546  | 13,57 / 100,00  | 31,01 |
|                         | Coligação Democrática Unitária        | 1 078  | 9,46 / 100,00   | 1,92  |
|                         | Bloco de Esquerda                     | 507    | 4,45 / 100,00   | 3,96  |
|                         | Partido pelos Animais e pela Natureza | 227    | 1,99 / 100,00   | Novo  |
|                         | PCTP/MRPP                             | 199    | 1,75 / 100,00   | -     |
|                         | Sintra, Paixão com Independência      | 175    | 1,54 / 100,00   | Novo  |
|                         | Partido da Nova Democracia            | 120    | 1,05 / 100,00   | -     |
| Votos Inválidos         | Votos Inválidos                       | 1 002  | 8,79 / 100,00   | 5,48  |
| Total                   | Total                                 | 11 395 | 100,00 / 100,00 |       |
| Eleitorado/Participação | Eleitorado/Participação               | 23 720 | 48,04 / 100,00  | 6,87  |

### Juntas de Freguesia

#### Agualva e Mira-Sintra
| Partido                 | Partido                          | Votos  | %               | Mandatos |
| ----------------------- | -------------------------------- | ------ | --------------- | -------- |
|                         | Partido Socialista               | 3 727  | 27,27 / 100,00  | 6 / 19   |
|                         | Sintrenses com Marco Almeida     | 2 986  | 21,85 / 100,00  | 5 / 19   |
|                         | PSD-CDS-MPT                      | 2 577  | 18,85 / 100,00  | 4 / 19   |
|                         | Coligação Democrática Unitária   | 1 964  | 14,37 / 100,00  | 3 / 19   |
|                         | Bloco de Esquerda                | 628    | 4,59 / 100,00   | 1 / 19   |
|                         | Sintra, Paixão com Independência | 433    | 3,17 / 100,00   | 0 / 19   |
|                         | Partido da Nova Democracia       | 199    | 1,46 / 100,00   | 0 / 19   |
| Votos Inválidos         | Votos Inválidos                  | 1 154  | 8,44 / 100,00   |          |
| Total                   | Total                            | 13 668 | 100,00 / 100,00 | 19 / 19  |
| Eleitorado/Participação | Eleitorado/Participação          | 34 820 | 39,25 / 100,00  |          |

#### Algueirão e Mem Martins
| Partido                 | Partido                          | Votos  | %               | +/    | Mandatos | +/-  |
| ----------------------- | -------------------------------- | ------ | --------------- | ----- | -------- | ---- |
|                         | Partido Socialista               | 4 529  | 23,51 / 100,00  | 6,51  | 6 / 21   | 1    |
|                         | Sintrenses com Marco Almeida     | 4 114  | 21,35 / 100,00  | Novo  | 6 / 21   | Novo |
|                         | Coligação Democrática Unitária   | 3 065  | 15,91 / 100,00  | 0,97  | 4 / 21   | 1    |
|                         | PSD-CDS-MPT                      | 2 709  | 14,06 / 100,00  | 26,57 | 4 / 21   | 5    |
|                         | Bloco de Esquerda                | 1 083  | 5,62 / 100,00   | 3,35  | 1 / 21   | 1    |
|                         | Grupo de Cidadãos                | 583    | 3,03 / 100,00   | Novo  | 0 / 21   | Novo |
|                         | PCTP/MRPP                        | 508    | 2,64 / 100,00   | -     | 0 / 21   | -    |
|                         | Sintra, Paixão com Independência | 420    | 2,18 / 100,00   | Novo  | 0 / 21   | Novo |
|                         | Partido da Nova Democracia       | 286    | 1,48 / 100,00   | -     | 0 / 21   | -    |
| Votos Inválidos         | Votos Inválidos                  | 1 971  | 10,23 / 100,00  | 6,74  |          |      |
| Total                   | Total                            | 19 268 | 100,00 / 100,00 |       | 21 / 21  |      |
| Eleitorado/Participação | Eleitorado/Participação          | 52 294 | 36,85 / 100,00  | 7,74  |          |      |

#### Almargem do Bispo, Pero Pinheiro e Montelavar
| Partido                 | Partido                          | Votos  | %               | Mandatos |
| ----------------------- | -------------------------------- | ------ | --------------- | -------- |
|                         | Partido Socialista               | 2 675  | 36,59 / 100,00  | 6 / 13   |
|                         | Sintrenses com Marco Almeida     | 1 803  | 24,66 / 100,00  | 4 / 13   |
|                         | PSD-CDS-MPT                      | 864    | 11,82 / 100,00  | 2 / 13   |
|                         | Coligação Democrática Unitária   | 859    | 11,75 / 100,00  | 1 / 13   |
|                         | Sintra, Paixão com Independência | 210    | 2,87 / 100,00   | 0 / 13   |
|                         | Bloco de Esquerda                | 206    | 2,82 / 100,00   | 0 / 13   |
|                         | Partido da Nova Democracia       | 82     | 1,12 / 100,00   | 0 / 13   |
| Votos Inválidos         | Votos Inválidos                  | 611    | 8,36 / 100,00   |          |
| Total                   | Total                            | 7 310  | 100,00 / 100,00 | 13 / 13  |
| Eleitorado/Participação | Eleitorado/Participação          | 14 043 | 52,05 / 100,00  |          |

#### Cacém e São Marcos
| Partido                 | Partido                        | Votos  | %               | Mandatos |
| ----------------------- | ------------------------------ | ------ | --------------- | -------- |
|                         | Partido Socialista             | 2 857  | 26,47 / 100,00  | 6 / 19   |
|                         | PSD-CDS-MPT                    | 2 390  | 22,14 / 100,00  | 5 / 19   |
|                         | Coligação Democrática Unitária | 1 881  | 17,42 / 100,00  | 4 / 19   |
|                         | Sintrenses com Marco Almeida   | 1 722  | 15,95 / 100,00  | 3 / 19   |
|                         | Bloco de Esquerda              | 651    | 6,03 / 100,00   | 1 / 19   |
|                         | Partido da Nova Democracia     | 269    | 2,49 / 100,00   | 0 / 19   |
| Votos Inválidos         | Votos Inválidos                | 1 025  | 9,49 / 100,00   |          |
| Total                   | Total                          | 10 795 | 100,00 / 100,00 | 19 / 19  |
| Eleitorado/Participação | Eleitorado/Participação        | 29 496 | 36,60 / 100,00  |          |

#### Casal de Cambra
| Partido                 | Partido                        | Votos | %               | +/    | Mandatos | +/-     |
| ----------------------- | ------------------------------ | ----- | --------------- | ----- | -------- | ------- |
|                         | Sintrenses com Marco Almeida   | 1 289 | 30,34 / 100,00  | Novo  | 5 / 13   | Novo    |
|                         | Partido Socialista             | 1 280 | 30,12 / 100,00  | 8,11  | 5 / 13   | Estável |
|                         | Coligação Democrática Unitária | 627   | 14,76 / 100,00  | 0,17  | 2 / 13   | Estável |
|                         | PSD-CDS-MPT                    | 511   | 12,03 / 100,00  | 31,04 | 1 / 13   | 5       |
|                         | Partido da Nova Democracia     | 155   | 3,65 / 100,00   | -     | 0 / 13   | -       |
| Votos Inválidos         | Votos Inválidos                | 387   | 9,11 / 100,00   | 5,34  |          |         |
| Total                   | Total                          | 4 249 | 100,00 / 100,00 |       | 13 / 13  |         |
| Eleitorado/Participação | Eleitorado/Participação        | 9 465 | 44,89 / 100,00  | 6,43  |          |         |

#### Colares
| Partido                 | Partido                        | Votos | %               | +/    | Mandatos | +/-     |
| ----------------------- | ------------------------------ | ----- | --------------- | ----- | -------- | ------- |
|                         | Sintrenses com Marco Almeida   | 1 719 | 49,75 / 100,00  | Novo  | 8 / 13   | Novo    |
|                         | Partido Socialista             | 782   | 22,63 / 100,00  | 8,82  | 3 / 13   | 1       |
|                         | PSD-CDS-MPT                    | 412   | 11,92 / 100,00  | 44,50 | 1 / 13   | 7       |
|                         | Coligação Democrática Unitária | 296   | 8,57 / 100,00   | 0,30  | 1 / 13   | Estável |
|                         | Partido da Nova Democracia     | 42    | 1,22 / 100,00   | -     | 0 / 13   | -       |
| Votos Inválidos         | Votos Inválidos                | 204   | 5,90 / 100,00   | 2,63  |          |         |
| Total                   | Total                          | 3 455 | 100,00 / 100,00 |       | 13 / 13  |         |
| Eleitorado/Participação | Eleitorado/Participação        | 6 398 | 54,00 / 100,00  | 2,04  |          |         |

#### Massamá e Monte Abraão
| Partido                 | Partido                          | Votos  | %               | Mandatos |
| ----------------------- | -------------------------------- | ------ | --------------- | -------- |
|                         | Partido Socialista               | 4 133  | 26,03 / 100,00  | 6 / 21   |
|                         | Sintrenses com Marco Almeida     | 3 313  | 20,87 / 100,00  | 5 / 21   |
|                         | Coligação Democrática Unitária   | 2 591  | 16,32 / 100,00  | 4 / 21   |
|                         | PSD-CDS-MPT                      | 2 435  | 15,34 / 100,00  | 4 / 21   |
|                         | Bloco de Esquerda                | 977    | 6,15 / 100,00   | 1 / 21   |
|                         | Sintra, Paixão com Independência | 658    | 4,14 / 100,00   | 1 / 21   |
|                         | Partido da Nova Democracia       | 203    | 1,28 / 100,00   | 0 / 21   |
| Votos Inválidos         | Votos Inválidos                  | 1 568  | 9,87 / 100,00   |          |
| Total                   | Total                            | 15 878 | 100,00 / 100,00 | 21 / 21  |
| Eleitorado/Participação | Eleitorado/Participação          | 40 887 | 38,83 / 100,00  |          |

#### Queluz e Belas
| Partido                 | Partido                          | Votos  | %               | Mandatos |
| ----------------------- | -------------------------------- | ------ | --------------- | -------- |
|                         | Partido Socialista               | 4 508  | 27,63 / 100,00  | 7 / 21   |
|                         | Coligação Democrática Unitária   | 3 130  | 19,18 / 100,00  | 5 / 21   |
|                         | PSD-CDS-MPT                      | 2 549  | 15,62 / 100,00  | 4 / 21   |
|                         | Sintrenses com Marco Almeida     | 2 366  | 14,50 / 100,00  | 3 / 21   |
|                         | Bloco de Esquerda                | 1 065  | 6,53 / 100,00   | 1 / 21   |
|                         | Sintra, Paixão com Independência | 689    | 4,22 / 100,00   | 1 / 21   |
|                         | Partido da Nova Democracia       | 188    | 1,15 / 100,00   | 0 / 21   |
|                         | Partido Trabalhista Português    | 98     | 0,60 / 100,00   | 0 / 21   |
| Votos Inválidos         | Votos Inválidos                  | 1 724  | 10,56 / 100,00  |          |
| Total                   | Total                            | 16 317 | 100,00 / 100,00 | 21 / 21  |
| Eleitorado/Participação | Eleitorado/Participação          | 42 693 | 38,22 / 100,00  |          |

#### Rio de Mouro
| Partido                 | Partido                          | Votos  | %               | +/    | Mandatos | +/-     |
| ----------------------- | -------------------------------- | ------ | --------------- | ----- | -------- | ------- |
|                         | Partido Socialista               | 3 406  | 24,49 / 100,00  | 6,04  | 6 / 19   | Estável |
|                         | Coligação Democrática Unitária   | 2 713  | 19,51 / 100,00  | 2,97  | 5 / 19   | 2       |
|                         | Sintrenses com Marco Almeida     | 2 404  | 17,29 / 100,00  | Novo  | 4 / 19   | Novo    |
|                         | PSD-CDS-MPT                      | 2 068  | 14,87 / 100,00  | 26,46 | 3 / 19   | 6       |
|                         | Bloco de Esquerda                | 766    | 5,51 / 100,00   | 2,71  | 1 / 19   | Estável |
|                         | PCTP/MRPP                        | 417    | 3,00 / 100,00   | -     | 0 / 19   | -       |
|                         | Sintra, Paixão com Independência | 382    | 2,75 / 100,00   | Novo  | 0 / 19   | Novo    |
|                         | Partido Nacional Renovador       | 188    | 1,35 / 100,00   | -     | 0 / 19   | -       |
|                         | Partido da Nova Democracia       | 159    | 1,14 / 100,00   | -     | 0 / 19   | -       |
| Votos Inválidos         | Votos Inválidos                  | 1 403  | 10,09 / 100,00  | 6,72  |          |         |
| Total                   | Total                            | 13 906 | 100,00 / 100,00 |       | 19 / 19  |         |
| Eleitorado/Participação | Eleitorado/Participação          | 37 549 | 37,03 / 100,00  | 8,59  |          |         |

#### São João das Lampas e Terrugem
| Partido                 | Partido                          | Votos  | %               | Mandatos |
| ----------------------- | -------------------------------- | ------ | --------------- | -------- |
|                         | Sintrenses com Marco Almeida     | 2 442  | 36,59 / 100,00  | 6 / 13   |
|                         | Partido Socialista               | 2 185  | 32,74 / 100,00  | 5 / 13   |
|                         | PSD-CDS-MPT                      | 718    | 10,76 / 100,00  | 1 / 13   |
|                         | Coligação Democrática Unitária   | 518    | 7,76 / 100,00   | 1 / 13   |
|                         | Sintra, Paixão com Independência | 192    | 2,88 / 100,00   | 0 / 13   |
|                         | Partido da Nova Democracia       | 75     | 1,12 / 100,00   | 0 / 13   |
| Votos Inválidos         | Votos Inválidos                  | 544    | 8,15 / 100,00   |          |
| Total                   | Total                            | 6 674  | 100,00 / 100,00 | 13 / 13  |
| Eleitorado/Participação | Eleitorado/Participação          | 12 717 | 52,48 / 100,00  |          |

#### Sintra
| Partido                 | Partido                          | Votos  | %               | Mandatos |
| ----------------------- | -------------------------------- | ------ | --------------- | -------- |
|                         | Sintrenses com Marco Almeida     | 3 388  | 29,73 / 100,00  | 7 / 19   |
|                         | Partido Socialista               | 3 266  | 28,66 / 100,00  | 6 / 19   |
|                         | PSD-CDS-MPT                      | 1 630  | 14,30 / 100,00  | 3 / 19   |
|                         | Coligação Democrática Unitária   | 1 256  | 11,02 / 100,00  | 2 / 19   |
|                         | Bloco de Esquerda                | 489    | 4,29 / 100,00   | 1 / 19   |
|                         | Sintra, Paixão com Independência | 224    | 1,97 / 100,00   | 0 / 19   |
|                         | Partido da Nova Democracia       | 157    | 1,38 / 100,00   | 0 / 19   |
| Votos Inválidos         | Votos Inválidos                  | 985    | 8,65 / 100,00   |          |
| Total                   | Total                            | 11 395 | 100,00 / 100,00 | 19 / 19  |
| Eleitorado/Participação | Eleitorado/Participação          | 23 720 | 48,04 / 100,00  |          |

#### Juntas antes e depois das Eleições
| Freguesia                                     | 2009-2013   | 2009-2013       | 2009-2013      | 2013-2017 | 2013-2017          | 2013-2017      |
| --------------------------------------------- | ----------- | --------------- | -------------- | --------- | ------------------ | -------------- |
| Agualva e Mira-Sintra                         | Não Existia | Não Existia     | Não Existia    |           | Partido Socialista | 27,27 / 100,00 |
| Algueirão - Mem Martins                       |             | PSD-CDS-MPT-PPM | 40,63 / 100,00 |           | Partido Socialista | 23,51 / 100,00 |
| Almargem do Bispo, Pero Pinheiro e Montelavar | Não Existia | Não Existia     | Não Existia    |           | Partido Socialista | 36,59 / 100,00 |
| Cacém e São Marcos                            | Não Existia | Não Existia     | Não Existia    |           | Partido Socialista | 26,47 / 100,00 |
| Casal de Cambra                               |             | PSD-CDS-MPT-PPM | 43,07 / 100,00 |           | Grupo de Cidadãos  | 30,34 / 100,00 |
| Colares                                       |             | PSD-CDS-MPT-PPM | 56,42 / 100,00 |           | Grupo de Cidadãos  | 49,75 / 100,00 |
| Massamá e Monte Abraão                        | Não Existia | Não Existia     | Não Existia    |           | Partido Socialista | 26,03 / 100,00 |
| Queluz e Belas                                | Não Existia | Não Existia     | Não Existia    |           | Partido Socialista | 27,63 / 100,00 |
| Rio de Mouro                                  |             | PSD-CDS-MPT-PPM | 41,33 / 100,00 |           | Partido Socialista | 24,49 / 100,00 |
| São João das Lampas e Terrugem                | Não Existia | Não Existia     | Não Existia    |           | Grupo de Cidadãos  | 36,59 / 100,00 |
| Sintra                                        | Não Existia | Não Existia     | Não Existia    |           | Grupo de Cidadãos  | 29,73 / 100,00 |